# Martin Sourzac
Pour les articles homonymes, voir Sourzac (homonymie).
Martin Sourzac, né le 25 mars 1992 à Vendôme, est un footballeur français qui évolue au poste de gardien de but à l'AS Nancy-Lorraine.

## Biographie
Vainqueur de la Coupe Gambardella en 2011, il intègre le groupe professionnel au début de la saison 2011-2012 dans une équipe monégasque reléguée en Ligue 2. Il fait ses débuts officiels le 17 octobre 2011 en entrant en cours de match pour remplacer Johann Carrasso, expulsé, lors d'une défaite 4-0 à Guingamp.
À partir de janvier 2012, il devient remplaçant de Danijel Subašić, se contentant d'apparitions lors des coupes ou des absences du Croate. Lors de la saison 2012-2013, il fait partie du groupe champion de Ligue 2 sous les ordres de Claudio Ranieri.
Le 19 juillet 2013, il est prêté pour une saison au RWDM Brussels FC en deuxième division belge. Il revient sur le Rocher après une saison pleine mais il n'entre pas dans les plans de son club. Il est d'abord laissé libre à l'issue de son contrat en juin 2015 mais revient au club au cours du mois d'août pour évoluer durant une saison avec l'équipe réserve, disputant 21 rencontres de CFA.
Le 30 janvier 2017, Martin Sourzac signe un bail de six mois au Nîmes Olympique. Alors qu'il s'engage avec l'US Quevilly-Rouen Métropole la saison suivante, il quitte le club deux jours plus tard pour de nouveau s'engager au Nîmes Olympique jusqu'en 2019. 
En juillet 2019, il signe à l'AS Nancy-Lorraine en tant que deuxième gardien pour être la doublure du gardien Baptiste Valette, arrivé lui aussi en provenance de Nîmes lors du mercato d'été 2019. 
Durant la saison 2020-2021, il a eu l'occasion de remplacer le gardien titulaire de l'ASNL à douze reprises, avec un certain succès. Arrivé en fin de contrat en juin 2021, les propriétaires du club lui proposent une prolongation. Cependant, Sourzac décide de s'engager au FC Chambly, passant ainsi du championnat de Ligue 2 au championnat de National.
En 2022, il fait son retour dans le club lorrain alors relégué en Championnat National, une nouvelle fois en qualité de deuxième gardien. Cependant, à la suite d'une blessure du premier gardien Abdoulaye Diallo dès le début de saison 2022-2023, Sourzac  devient le portier titulaire de l'équipe. Il s'impose rapidement à son poste, enchaînant les bonnes performances et endossant un rôle de leader au sein du groupe et devient premier gardien. En novembre 2024, le club officialise la prolongation de son contrat jusqu'en 2026. Efficace sur le terrain, souvent nommé joueur de l'équipe et adoré des supporters, Sourzac déclare dans la presse son souhait de terminer sa carrière à l'ASNL. 

## Statistiques
| Saison                | Club                  | Championnat           | Championnat | Championnat | Coupe nationale | Coupe nationale | Coupe de la Ligue | Coupe de la Ligue | Total | Total |
| Saison                | Club                  | Division              | M.          | B.          | M.              | B.              | M.                | B.                | M.    | B.    |
| 2011-2012             | AS Monaco             | Ligue 2               | 6           | 0           | 2               | 0               | -                 | -                 | 8     | 0     |
| 2012-2013             | AS Monaco             | Ligue 2               | 4           | 0           | 2               | 0               | 4                 | 0                 | 10    | 0     |
| Sous-total            | Sous-total            | Sous-total            | 10          | 0           | 4               | 0               | 4                 | 0                 | 18    | 0     |
| 2013-2014             | RWDM Brussels (prêt)  | Belgacom League       | 33          | 0           | -               | -               | -                 | -                 | 33    | 0     |
| Sous-total            | Sous-total            | Sous-total            | 33          | 0           | -               | -               | -                 | -                 | 33    | 0     |
| 2016-2017             | Nîmes Olympique       | Ligue 2               | -           | -           | -               | -               | -                 | -                 | 0     | 0     |
| 2017-2018             | Nîmes Olympique       | Ligue 2               | 3           | 0           | 1               | 0               | 1                 | 0                 | 5     | 0     |
| 2018-2019             | Nîmes Olympique       | Ligue 1               | -           | -           | -               | -               | -                 | -                 | 0     | 0     |
| Sous-total            | Sous-total            | Sous-total            | 3           | 0           | 1               | 0               | 1                 | 0                 | 5     | 0     |
| 2019-2020             | AS Nancy-Lorraine     | Ligue 2               | 3           | 0           | 4               | 0               | -                 | -                 | 7     | 0     |
| 2020-2021             | AS Nancy-Lorraine     | Ligue 2               | 11          | 0           | 1               | 0               | -                 | -                 | 12    | 0     |
| Sous-total            | Sous-total            | Sous-total            | 14          | 0           | 5               | 0               | -                 | -                 | 19    | 0     |
| Total sur la carrière | Total sur la carrière | Total sur la carrière | 60          | 0           | 10              | 0               | 5                 | 0                 | 75    | 0     |

## Palmarès
- AS Monaco
  - Coupe Gambardella
    - Vainqueur : 2011

  - Championnat de France de Ligue 2
    - Vainqueur : 2013